# Тянассілма (Вільянді)
Тя́нассілма (ест. Tänassilma küla) — село в Естонії, у волості Вільянді повіту Вільяндімаа.

## Населення
Чисельність населення на 31 грудня 2011 року становила 146 осіб.

## Історія
З 7 травня 1992 до 5 листопада 2013 року село входило до складу волості Війратсі.

## Пам'ятки
- Православна церква преподобного Арсенія Великого (Tänassilma Arsenios Suure kirik), пам'ятка архітектури 19-го століття.[2]

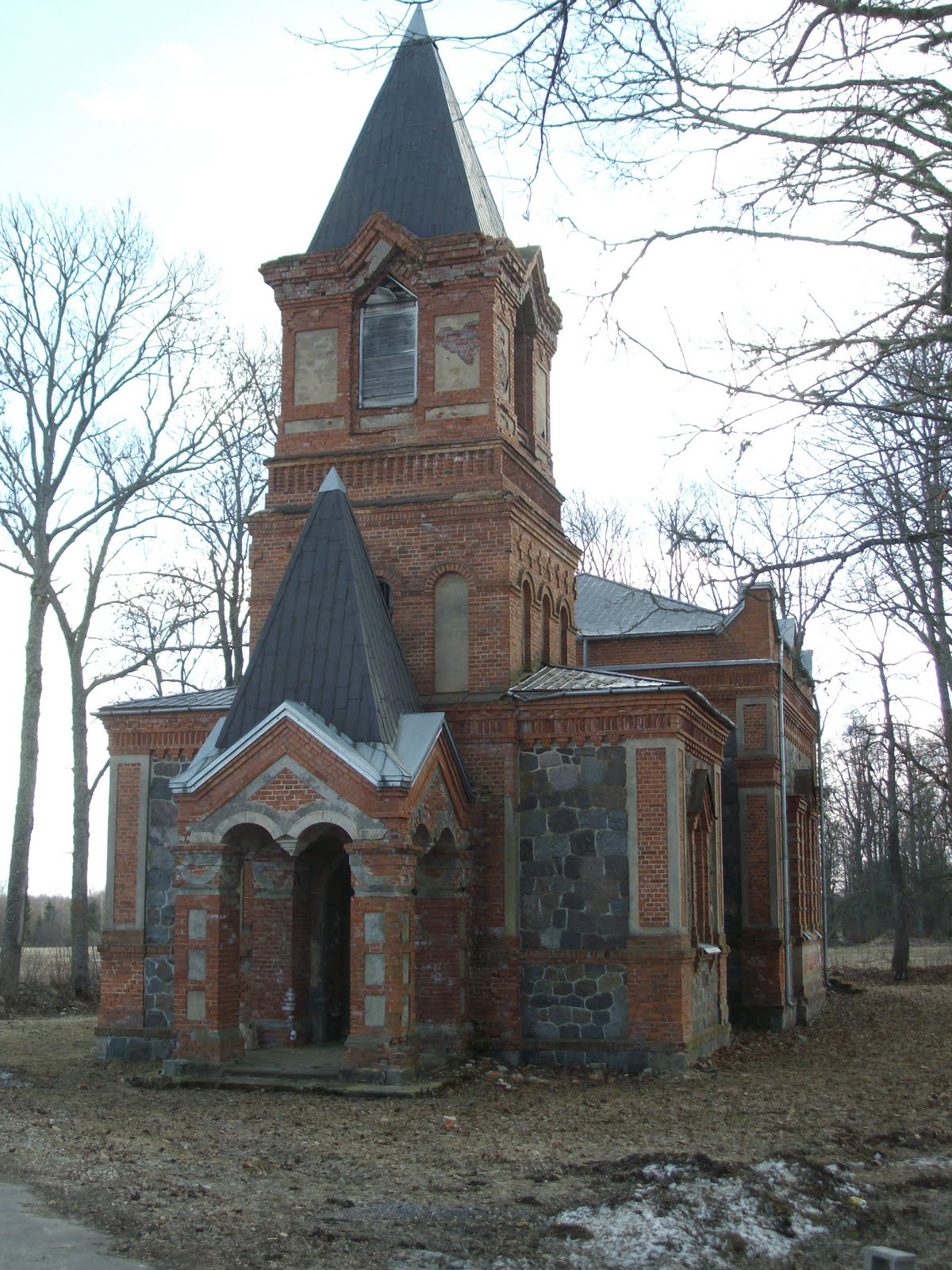
Церква
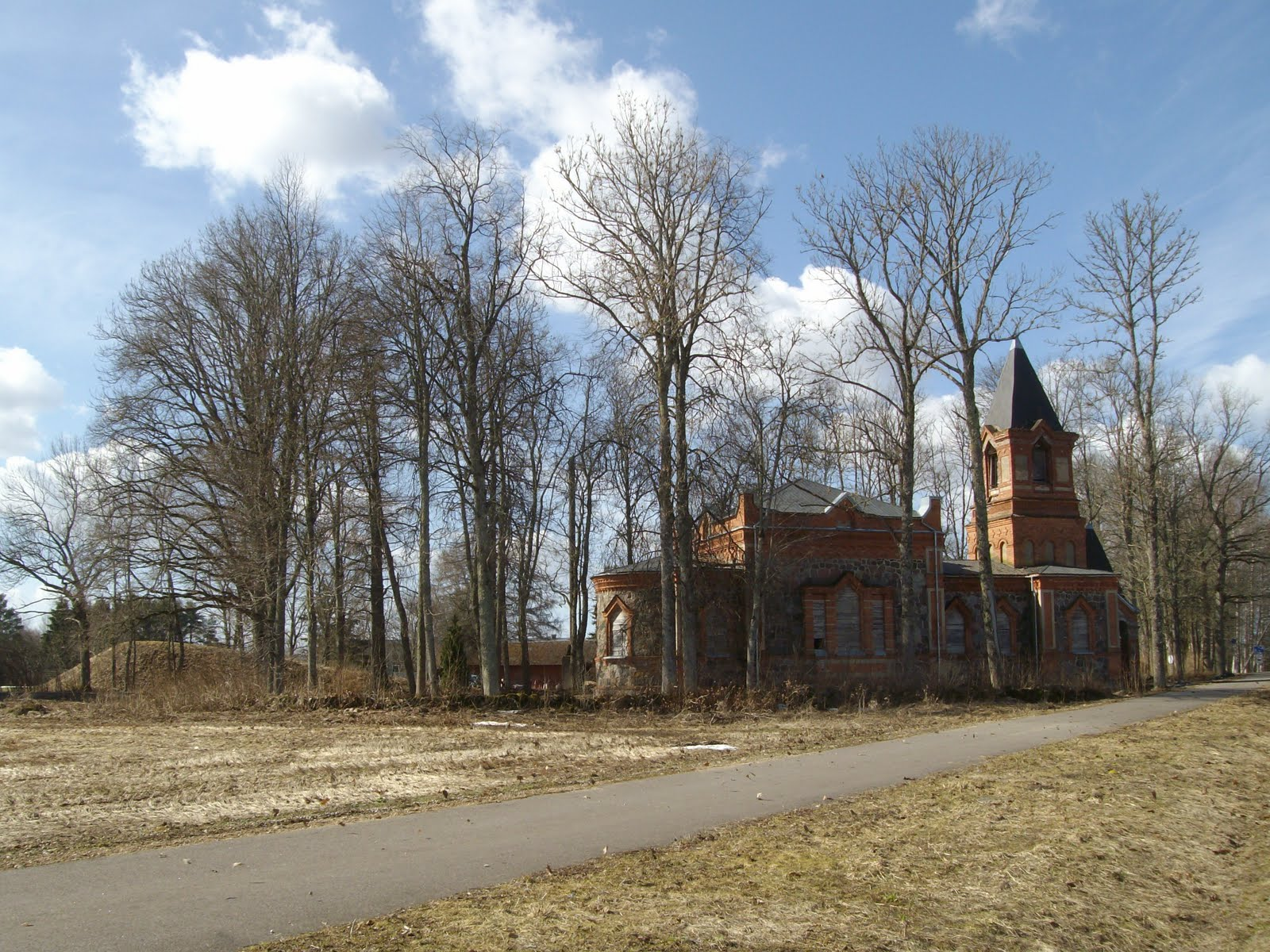
Церква